# Montane bossen van het Albertine Rift
De montane bossen van het Albertine Rift (Engels: Albertine Rift montane forests) vormen een ecoregio van tropische bergregenwouden in de oost-centrale Afrikaanse landen Oeganda, Congo-Kinshasa, Rwanda, Burundi en Tanzania. De ecoregio beslaat de bergen van het noordelijke Albertine Rift of Westelijk Rift en herbergt verschillende Afromontane bossen met een hoge biodiversiteit.

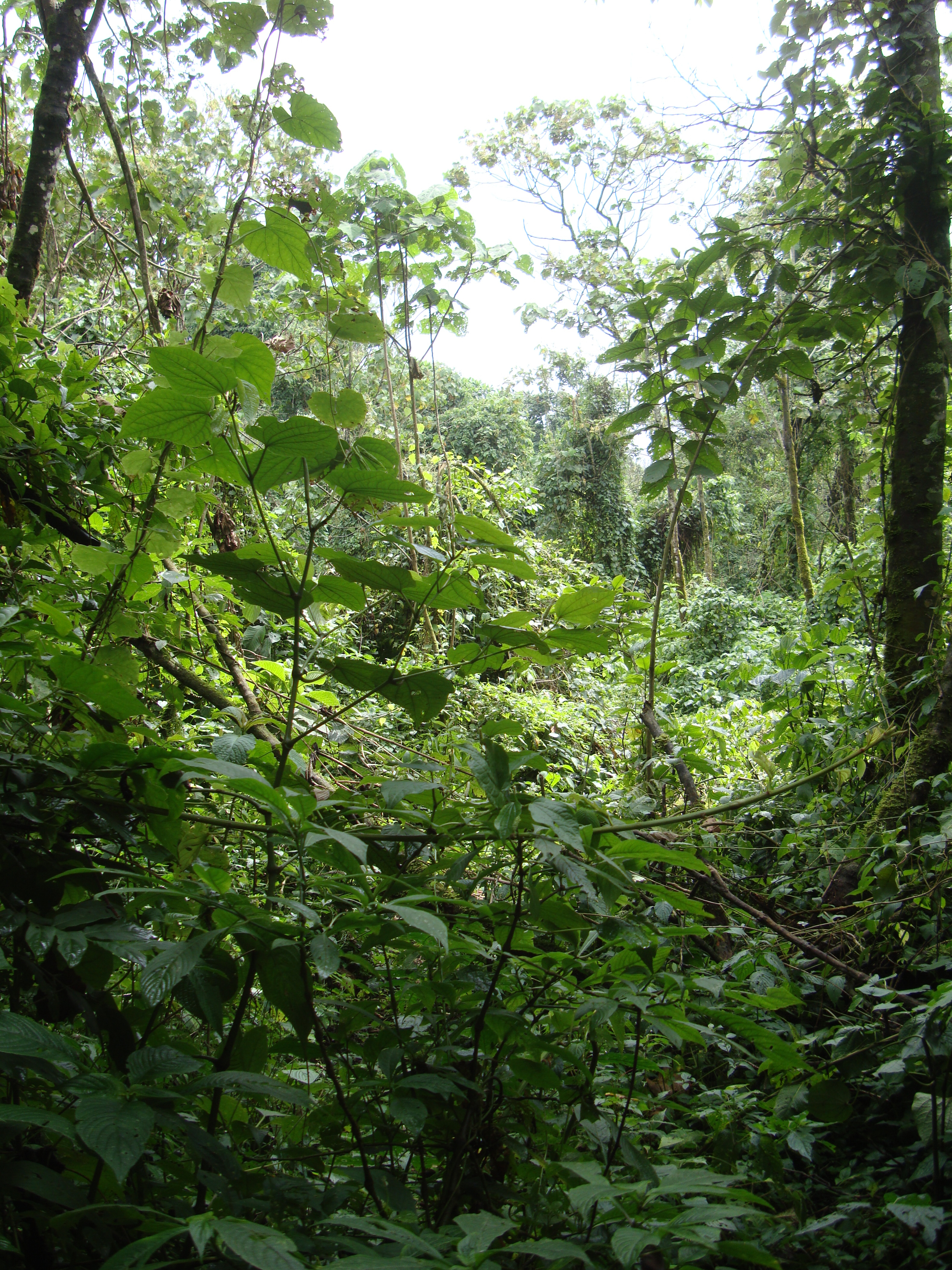
Bergregenwoud in het Nationaal Park Virunga

## Geografie
De hoge bergbossen bedekken de westelijke delen van Rwanda en Burundi, de oostelijke rand van Congo-Kinshasa en delen van West-Oeganda en Tanzania. Dit gebied beslaat de parallelle gebergtes van het Albertine Rift die de westelijke tak van het Oost-Afrikaanse Rift omsluiten. De bergketens omvatten van noord naar zuid het Lenduplateau van Congo-Kinshasa, het Rwenzorigebergte en het Virungagebergte in Rwanda, Oeganda en Congo-Kinshasa en enkele geïsoleerde bergmassieven in Tanzania en Congo-Kinshasa, die zich bevinden aan weerszijden van het Tanganyikameer.
Op de hoogste delen van het Virunga- en Rwenzorigebergte (boven 3000 meter) gaat deze ecoregio over in de Afroalpiene ecoregio montane heidevelden van Rwenzori-Virunga, inclusief de hoge toppen van Mount Stanley en Mount Karisimbi. De hoogste piek in Burundi, Mount Heha, bevindt zich echter in de hier beschreven ecoregio.

### Klimaat
De bergregenwouden van de ecoregio liggen in de tropische klimaatzone, maar hebben een koeler klimaat dan de Congolese laaglandbossen of de savanne van Oeganda, Rwanda en Burundi. Op de hogere berghellingen is het klimaat meer gematigd. De gemiddelde regenval in deze ecoregio ligt tussen 1200 en 2200 millimeter per jaar. Op de westelijke hellingen van het Rwenzori-gebergte kunnen de neerslagsommen oplopen tot 3000 millimeter per jaar.

## Flora
De ecoregio is een thuisbasis van een rijke verscheidenheid aan Afromontane flora. De vegetatie wordt over het algemeen vertegenwoordigd door soorten uit de wolfsmelkfamilie (Euphorbiaceae), sterbladigenfamilie (Rubiaceae) en de familie Meliaceae, hoewel de samenstelling verandert afhankelijk van de hoogte langs de berghellingen en vulkanen. Deze variëren van dichte bossen op de lagere hoogtes tot bergbossen met daarin een begroeiing met mos en varens en zones met gigantische bamboe's en heidevelden op de hoogste toppen.

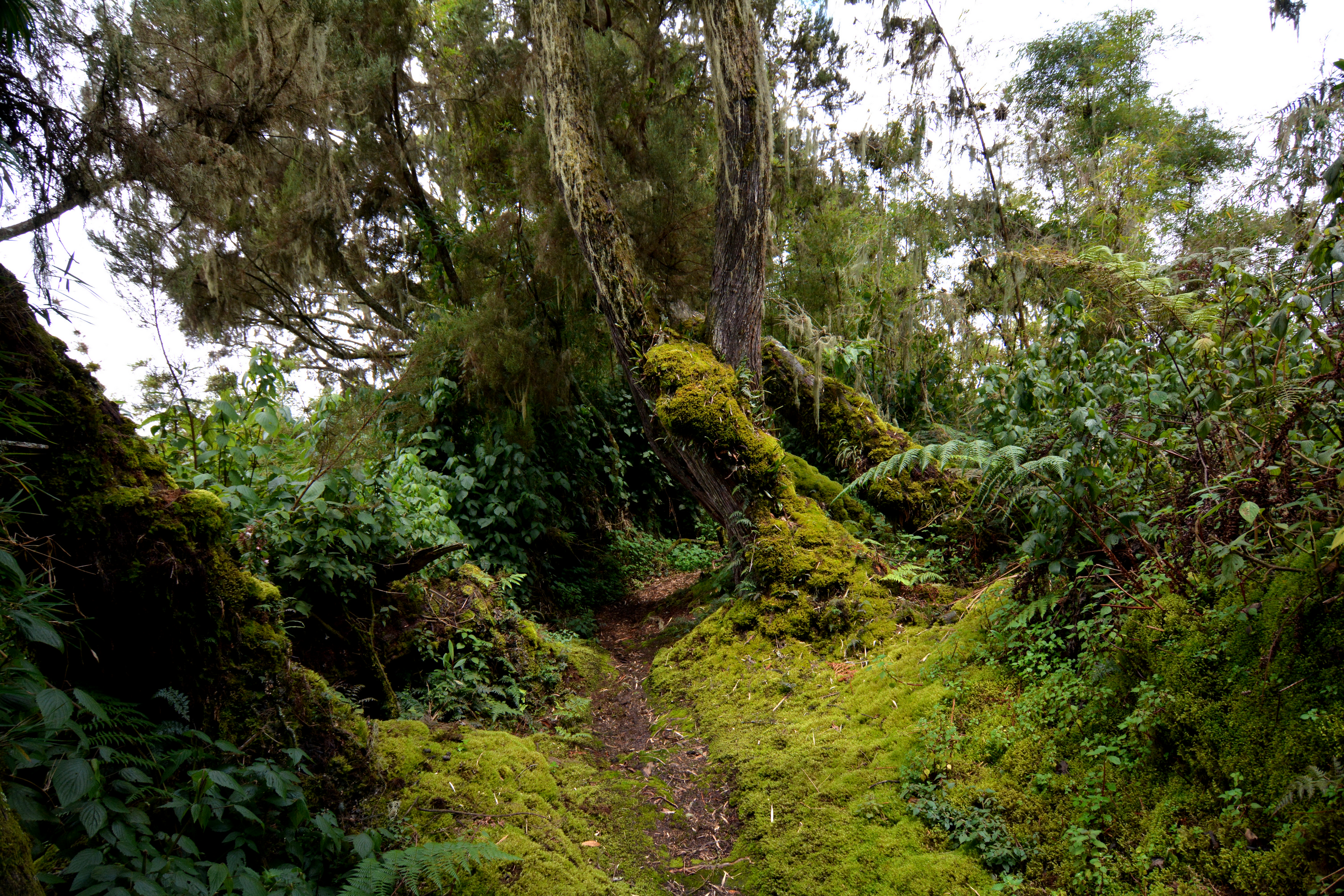
Bemoste bomen in een hoger gelegen deel van het Nationaal park Rwenzori

## Fauna
Deze ecoregio bevat een uitzonderlijk hoge soortenrijkdom aan dieren, wat de ecoregio te danken heeft aan de centrale ligging in Afrika, de verschillende naast elkaar liggende habitats en de variëteit aan hoogteverschillen. Van de zoogdieren leeft de zeldzame berggorilla (Gorilla beringei beringei) alleen in deze ecoregio, evenals de L'Hoëstmeerkat en een ondersoort van de Uilenkopmeerkat. Verder komen er vele endemische soorten vlinders en vogels voor. Er worden ten minste 37 endemische vogelsoorten geteld, waaronder de Grauers zanger, Chapins vliegenvanger en de Rwenzoritoerako. Verder komen er 34 endemische amfibiesoorten voor. Zo is de klauwkikkersoort Xenopus lenduensis endemisch op het Lenduplateau binnen deze ecoregio.

## Galerij

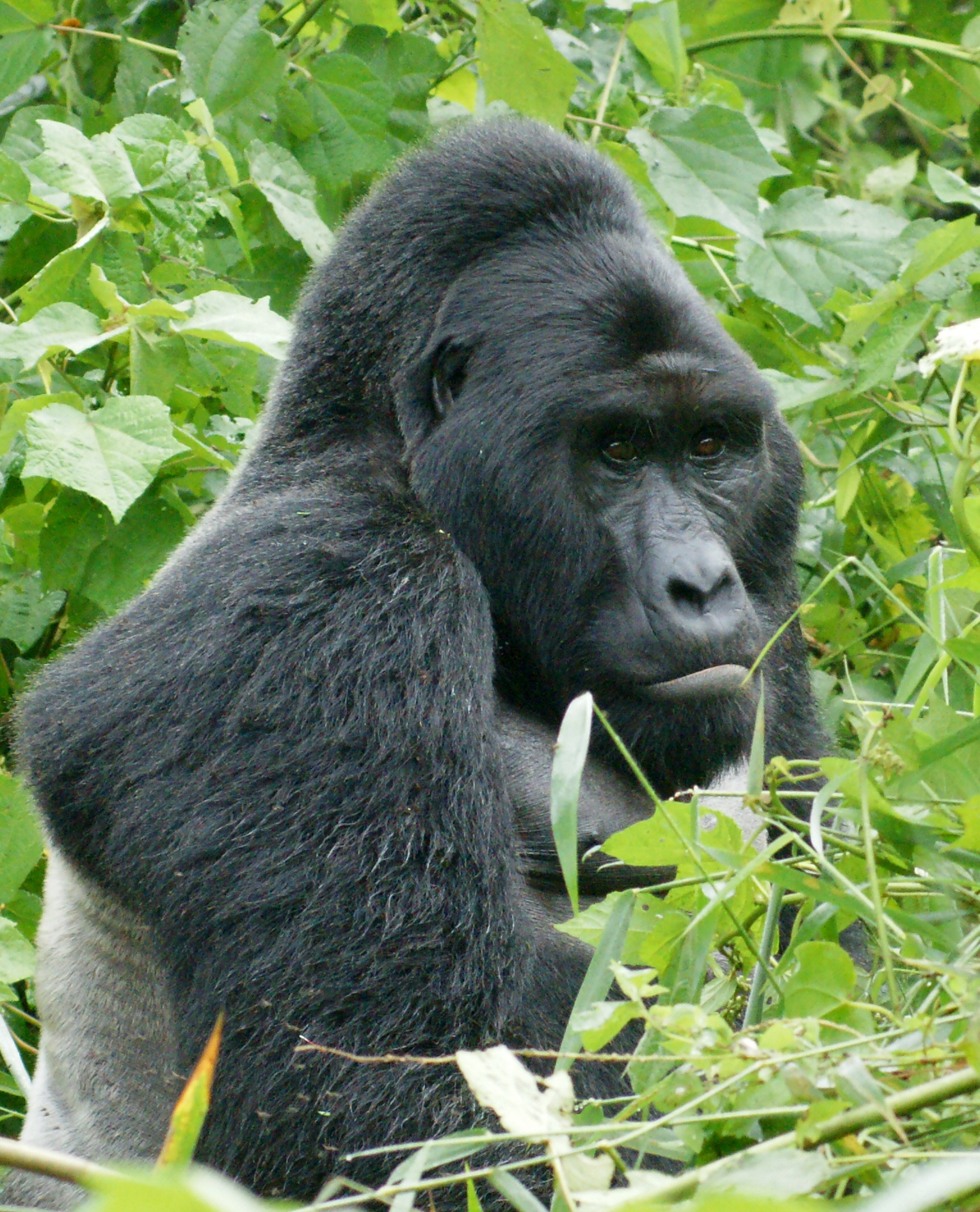
Berggorilla
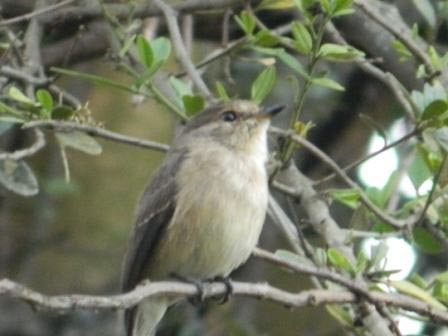
Chapins vliegenvanger
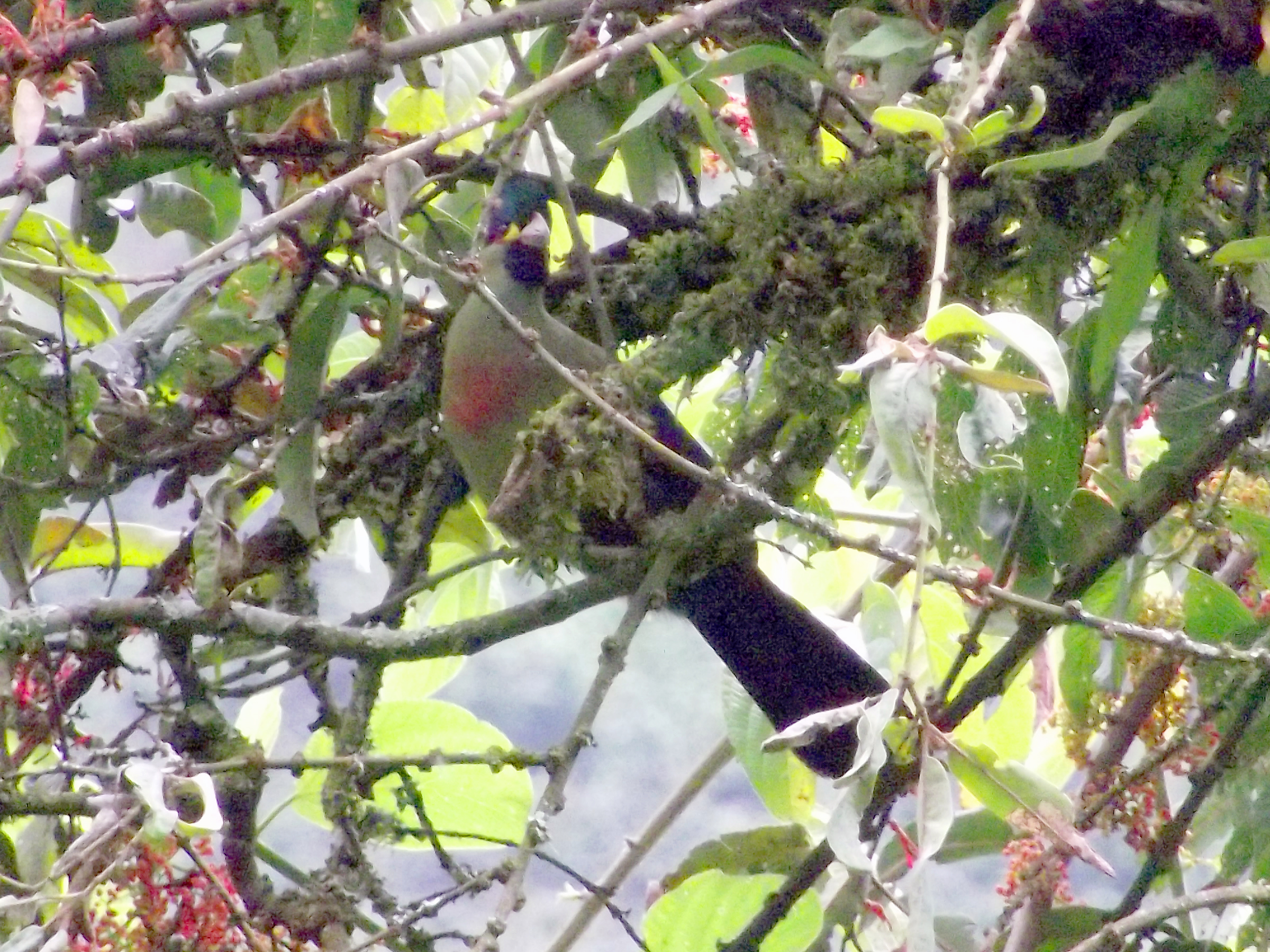
Rwenzoritoerako
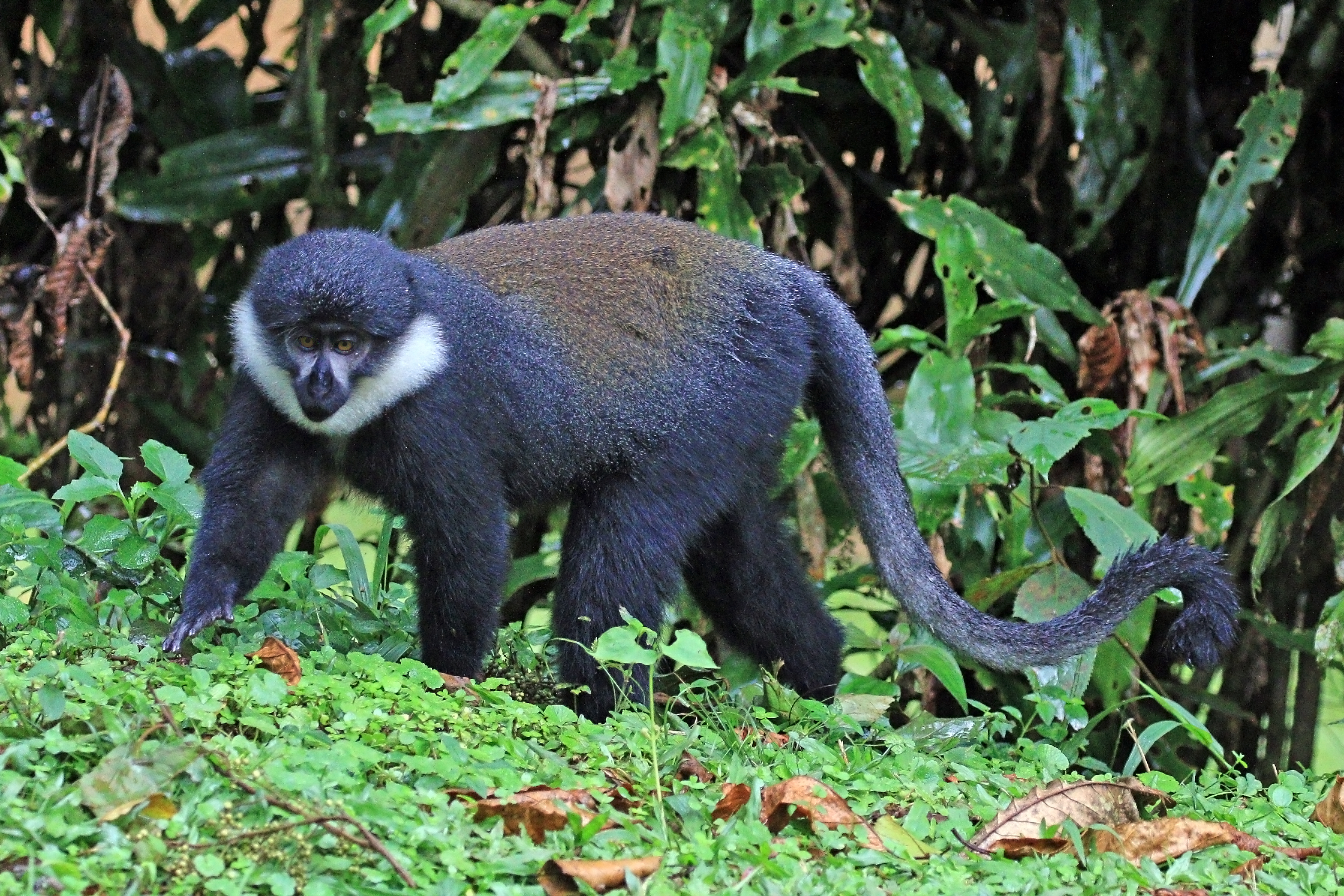
L'Hoëstmeerkat